# Flaminio (nome)
Flaminio  è un nome proprio di persona italiano maschile.

## Varianti
- Femminili: Flaminia[1]

### Varianti in altre lingue
- Catalano: Flamini[3]
- Latino: Flaminius[1][2]
  - Femminili: Flaminia[1]
- Polacco: Flaminiusz
- Portoghese: Flamínio
- Russo: Фламиний (Flaminij)
- Serbo: Фламиније (Flaminije)
- Spagnolo: Flaminio[3]

## Origine e diffusione
Deriva dal cognomen romano Flaminius, portato da una gens di cui faceva parte Gaio Flaminio Nepote, da cui prende il nome la via Flaminia. Etimologicamente, si basa su flamen, termine che indicava un certo tipo di sacerdote, quindi significa "del flamen", "appartenente al flamen", o anche "sacerdotale".

## Onomastico
Sebbene vari calendari e siti web, nonché alcune pubblicazioni, riportino al giorno 2 maggio un san Flaminio o una santa Flaminia, la Chiesa cattolica non commemora alcun santo o beato con questi nomi; in quel giorno si ricorda, in realtà, una santa Flamina, martire a Nicomedia nel 303.

## Persone

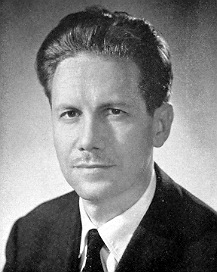
Flaminio Piccoli

- Gaio Flaminio Nepote politico romano
- Flaminio Bertoni, designer e scultore italiano
- Flaminio Bollini, regista e sceneggiatore italiano
- Flaminio Cimino, letterato italiano
- Flaminio Corner, storico italiano
- Flaminio Gualdoni, critico d'arte e storico dell'arte italiano
- Flaminio Massa, patriota, avvocato e giornalista italiano
- Flaminio Pellegrini, filologo e accademico italiano
- Flaminio Piatti, cardinale italiano
- Flaminio Piccoli, politico italiano
- Flaminio Ponzio, architetto italiano
- Flaminio Scala, attore teatrale e comico italiano
- Flaminio Taja, cardinale italiano
- Flaminio Torri, pittore italiano
- Flaminio Vacca, scultore italiano

### Variante femminile Flaminia
- Flaminia Festuccia, giornalista e saggista italiana
- Flaminia Jandolo, attrice, doppiatrice e direttrice del doppiaggio italiana
- Flaminia Theodoli, cestista italiana